# Bosco Marengo
Bosco Marengo [ˈbosko maˈreŋɡo] (im lokalen Dialekt ir Bòsch) ist eine Gemeinde in der italienischen Provinz Alessandria (AL), Region Piemont.

## Lage und Einwohner
Die Gemeinde Bosco Marengo liegt 15 km südöstlich von der Provinzhauptstadt Alessandria auf einer Höhe von 121 m über dem Meeresspiegel. Das Gemeindegebiet umfasst eine Fläche von 44,7 km² und hat 2204 (Stand 31. Dezember 2023) Einwohner. Zur Gemeinde gehören noch die Fraktionen Levata, Pollastra und Quattro Cascine. Zusammen mit ihrer Nachbargemeinde Frugarolo hat Bosco Marengo einen Bahnhof an der Bahnstrecke Turin–Genua, der aber 2010 zu einer Haltestelle herabgestuft wurde. 
Die Nachbargemeinden sind Alessandria, Basaluzzo, Casal Cermelli, Fresonara, Frugarolo, Novi Ligure, Pozzolo Formigaro, Predosa und Tortona. 

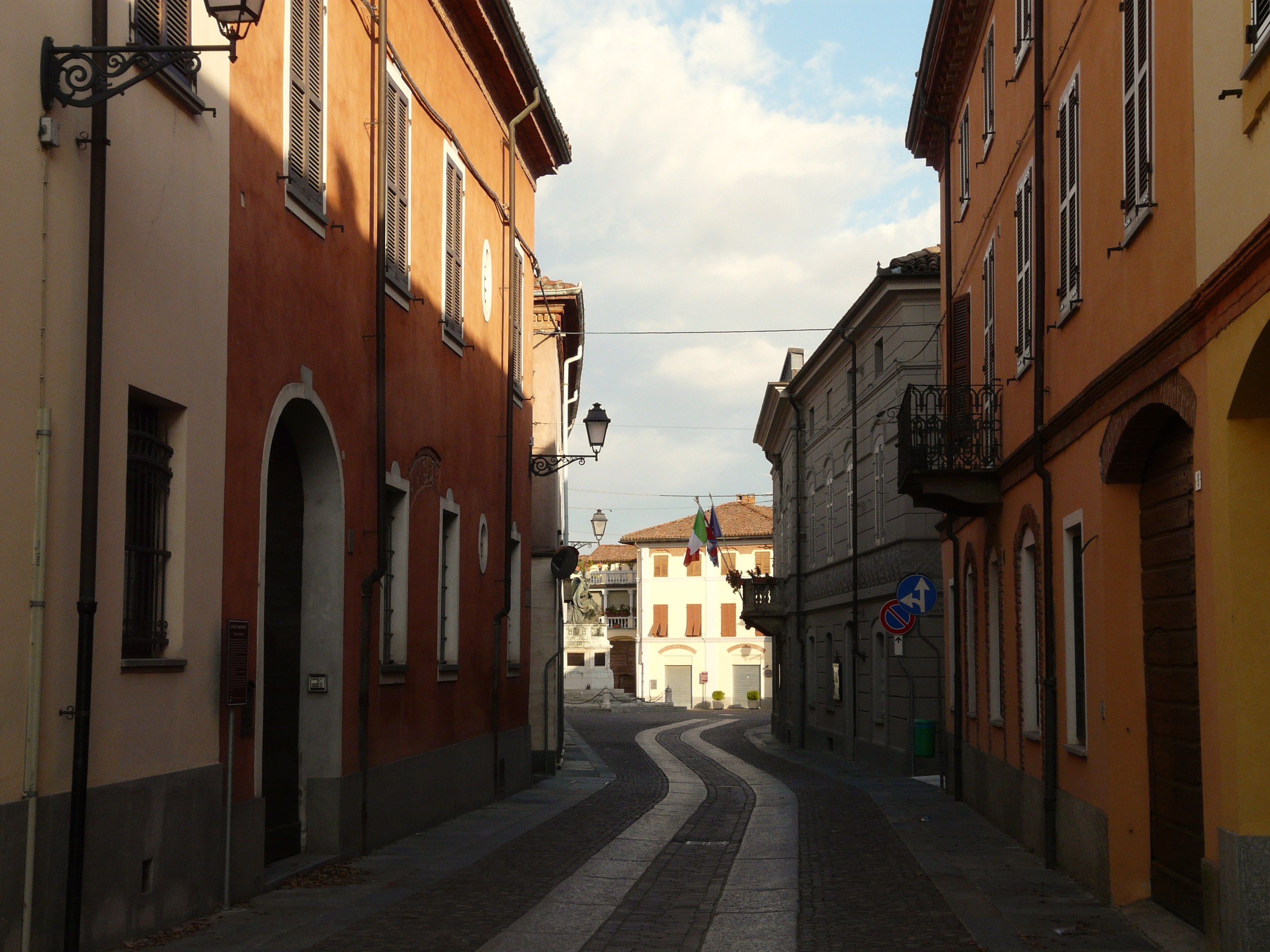
Die Via Papa Pio

## Geschichte

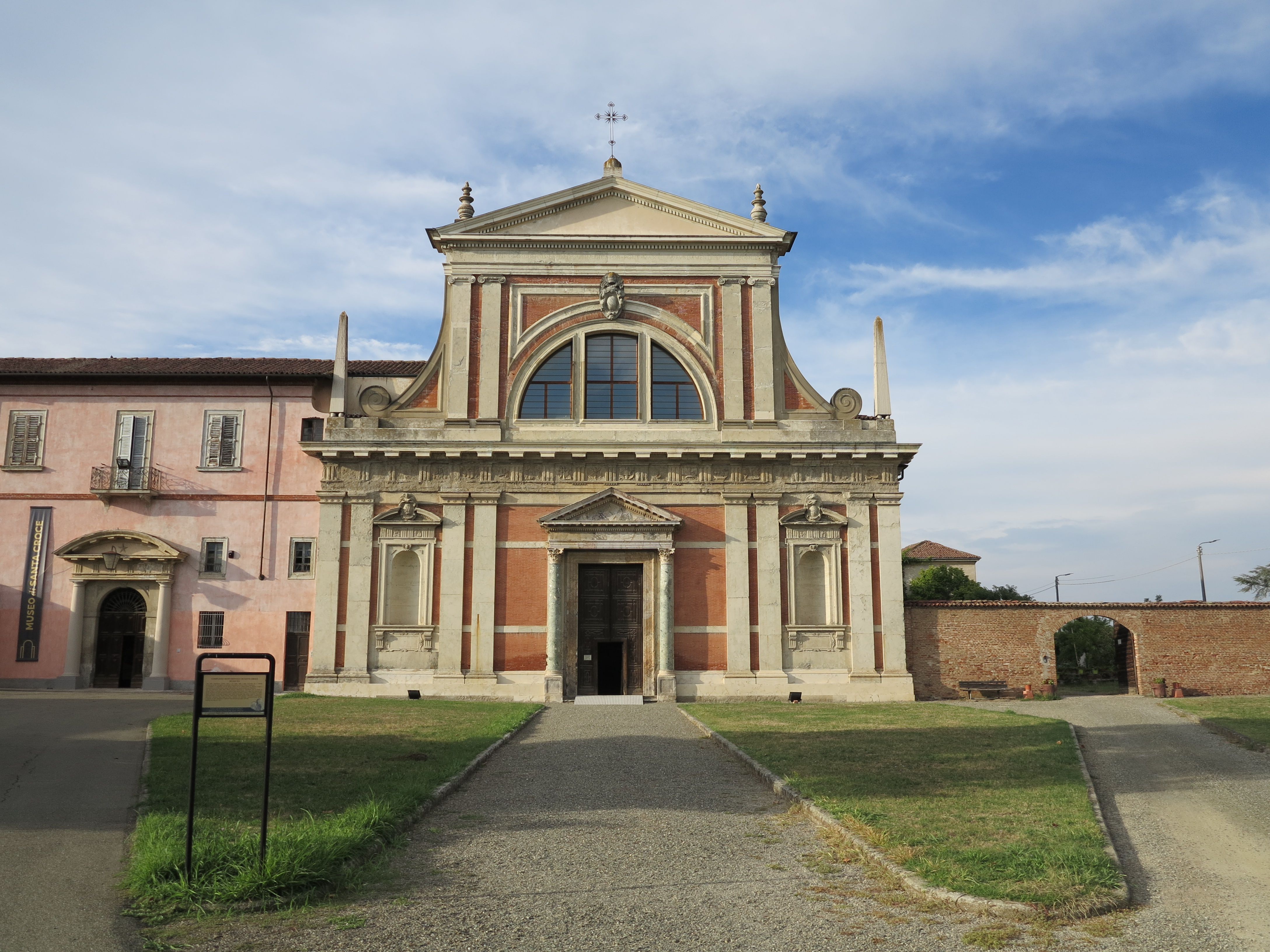
Dominikanerkloster Santa Croce (Heiliges Kreuz)

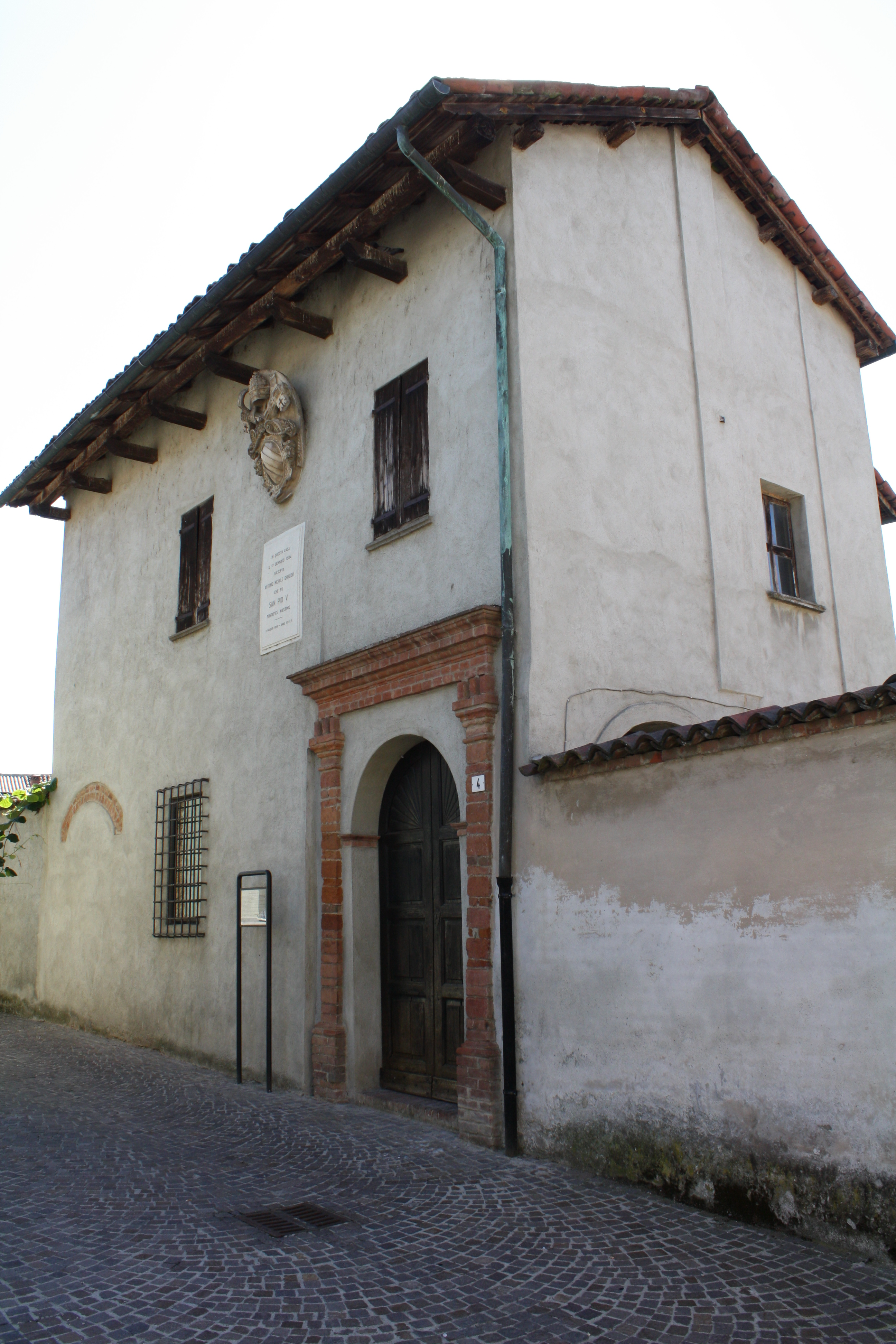
Geburtshaus von Papst Pius V.

Vor der Römerzeit wurde das Gebiet von Bosco Marengo von der ligurischen Abstammungslinie der Marici bewohnt, von der sich die Determinante „Marengo“ ableiten ließ, die 1863 zum ursprünglichen, aus der germanischen Sprache stammenden Ortsnamen „Bosco“ hinzugefügt wurde. Unter der römischer Herrschaft wurde um 109 v. Chr. von Marcus Aemilius Scaurus die Via Aemilia Scauri gebaut, die das Gebiet durchquert und etwa zwei Kilometer von der Siedlung entfernt verläuft. In dieser Zeit entstand in der Gegend eine erste Ansammlung von Häusern, die den Namen Media Silva erhielten, wahrscheinlich mit der Funktion eines Arbeitsplatzes, also eines Ortes zum Pferdewechsel. 
Die Stadt Bosco entstand im frühen Mittelalter, im Jahr 498. Der Überlieferung nach durch den Willen von Theoderich, dem König der Ostgoten, der sich bereits in der Burg von Marengo niedergelassen hatte, und durch die Hand von Manlio da Lugo. Nach einer langen Reihe barbarischer Herrschaften erhob Otto I., Kaiser von Deutschland, Bosco in den letzten Jahren des ersten Jahrtausends zum Markgrafen. einem der sieben berühmten aleramischen Markgrafen, deren Territorium sich vom heutigen Alessandria bis fast zu den ligurischen Küsten erstreckten. Im Jahr 1168 beteiligten sich die Markgrafen von Bosco an der Gründung von Alessandria, das teilweise auf ihrem eigenen Land errichtet wurde. Das mächtige Marquisat von Bosco bestand bis 1350, als es unter die Herrschaft des Herzogtum Mailand kam, das von der Familie Sforza regiert wurde.
Am 18. Oktober 1447 fand unter den Mauern von Bosco eine epische Schlacht statt, in der die französische Armee und die des Mailänder Herzogtums unter der Führung von Bartolomeo Colleoni aufeinander trafen. In dieser Schlacht ermöglichte das Eingreifen der Bewohner Boscos Colleonis Sieg. Die Lage von Bosco im Grenzgebiet zwischen dem Herzogtum Mailand in spanischer Hand und den französischen Besitztümern führte dazu, dass das Gebiet im gesamten 16. Jahrhundert und bis zur Mitte des folgenden Jahrhunderts Schauplatz von Schlachten war und daher Belagerungen ertragen musste und unzählige Plünderungen durch die gegnerischen Armeen.
Die Ernennung von Antonio Ghislieri aus Boco zum Papst im 16. Jahrhundert hatte einen positiven Einfluss auf die Geschichte der Stadt. Unter den vielen Werken gründete der Papst das Dominikanerkloster Santa Croce, das eines der bedeutendsten Baudenkmäler der Spätrenaissance im Piemont darstellt. Die Kirche beherbergt Gemälde von Giorgio Vasari, das Marmormausoleum von St. Pius V. und einen wertvollen Holzchor. Im Kloster befinden sich neben den beiden Kreuzgängen auch die schönen Räume der Bibliothek und des Refektoriums.
Im Jahr 1713 ging es an die Familie Savoyen über.

## Persönlichkeiten
- Antonio Ghislieri (1504–1572), Papst Pius V.
- Michele Bonelli (1541–1598), Kardinal der Römischen Kirche
- Luigi Giacobbe (1907–1995), Radrennfahrer
- Giuseppe Chiarante (1929–2012), italienischer Politiker.